# Combret (Avairon)
Combret (en occità Combret) és un municipi francès situat al departament de l'Avairon i a la regió d'Occitània.

## Demografia
| 1962                                       | 1968 | 1975 | 1982 | 1990 | 1999 | 2006 |
| ------------------------------------------ | ---- | ---- | ---- | ---- | ---- | ---- |
| 392                                        | 462  | 370  | 327  | 271  | 296  | 294  |
| Des de 1962: població sense dobles comptes |      |      |      |      |      |      |

## Administració
| Període | Identitat         | Partit |
| ------- | ----------------- | ------ |
| 2001-   | Claude Barthélémy |        |

## Galeria d'imatges

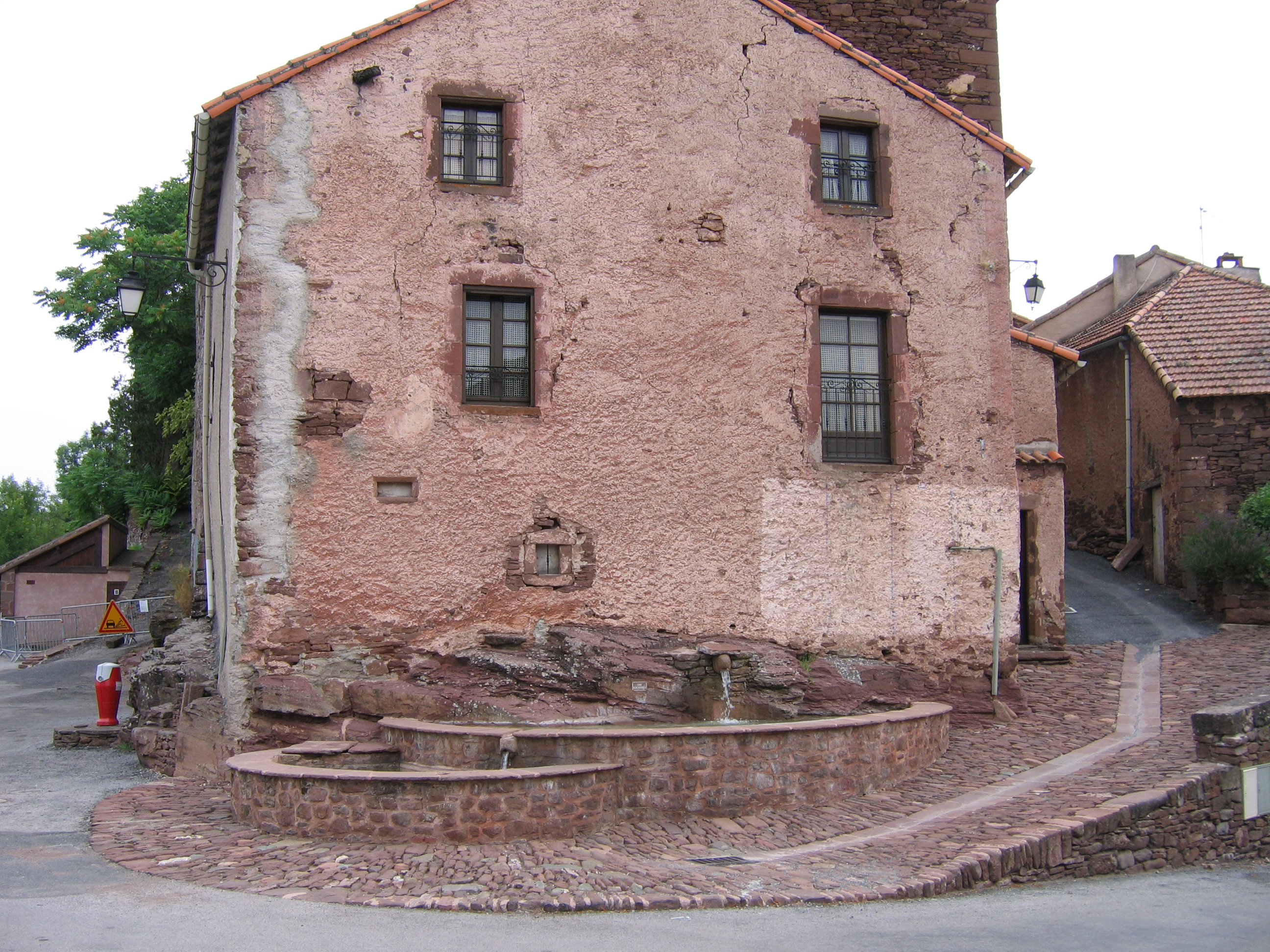
Font de Combret
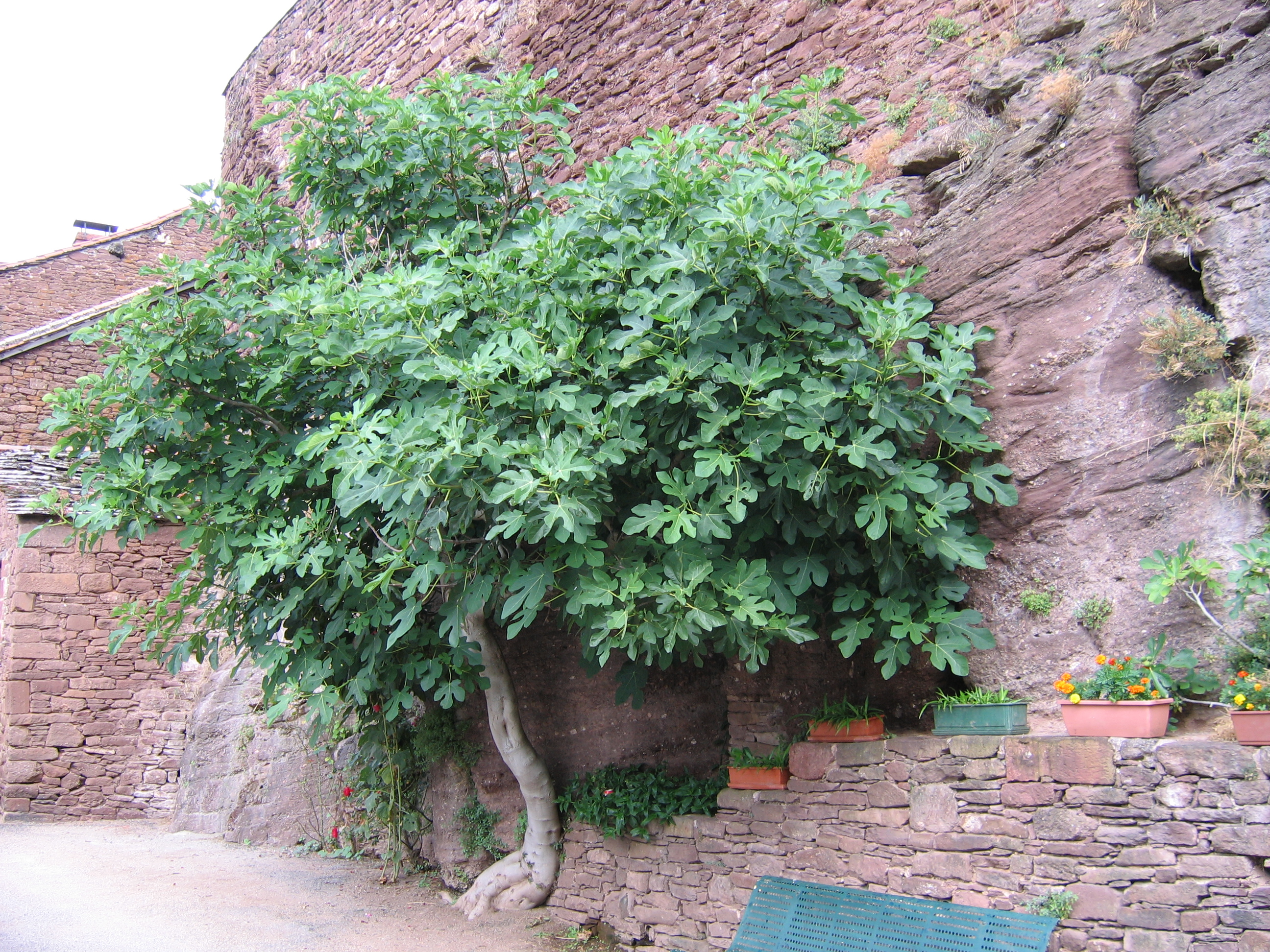
Figuera al costat de la muralla